# بانوی شالوت گفت، من از سایه‌ها بیزارم
بانوی شالوت گفت، من از سایه‌ها بیزارم (انگلیسی: I Am Half-Sick of Shadows, Said the Lady of Shalott) یک نقاشی از جان ویلیام واترهاوس است که در ۱۹۱۵ تکمیل شده‌است. این نقاشی، سومین نقاشی واترهاوس است که صحنه‌ای از شعر بانوی شالوت اثر آلفرد تنیسون را به‌تصویر می‌کشد. عنوان این نقاشی، نقل قولی است از دو مصرع پایانی بند چهارم و پایانی بخش دوم شعر تنیسون:
این نقاشی، نقطه‌ای را از داستان بانوی شالوت به تصویر می‌کشد که پیش از دو نقاشی دیگر قبلی واترهاوس در سال‌های ۱۸۹۴ و ۱۸۸۸ واقع شده‌است. بانوی شالوت، هنوز زندانی است، هنوز در حال بافتن پرده‌های نگارین است و به دنیای بیرون تنها از طریق انعکاس آینه‌ای که پشتش قرار دارد، نگاه می‌کند. در نقاشی، آینه یک پل را نشان می‌دهد که روی رودخانه‌ای بسته‌شده که به‌سوی دیوارها و برج‌های کملوت می‌رود. همین‌طور پیداست که زن و مردی در نزدیکی پل هستند؛ شاید همان دو دلداده مصرع «از دو عاشق که تازه به‌هم رسیده‌بودند.» این صحنه، پیش از آن است که تصویر لانسلوت در آینه پیدا شود و او را تحریک کند تا از زندانش خارج شود و به سمت مرگ برود. تابلو بانوی شالوت را در حال فراغت از بافندگی و استراحت نشان می‌دهد.
بانو لباسی قرمز به‌تن دارد و در اتاقی است با ستون‌هایی به سبک رمانسک. قاب ماشین ریسندگی و کفپوش‌ها بیننده را به اتاق راهنمایی می‌کند جایی که سرخ، زرد و آبی درون اتاق، انعکاس رنگ‌های زنده بیرون است. ماکوی دستگاه ریسندگی، قایق را به ذهن متبادر می‌کند که پیش‌بینی مرگ بانوی شالوت در قایق است.
این نقاشی اولین بار در نمایشگاه آکادمی سلطنتی ۱۹۱۶ به نمایش درآمد. سپس در ۱۹۲۳ در ازای ۳۰۰ گینه به جِی. جی. گریفیث فروخته‌شد و از دست دلال آثار هنری، آرتور کاسرس خارج شد. سپس در مالکیت آقا و خانم فریدریک کون درآمد و در ۱۹۷۱ به دست همسر مهندس کانادایی، فیلیپ برنی جکسون، از نوادگان این زوج، به گالری هنر اونتاریو اهدا شد.

## دو نقاشی دیگر

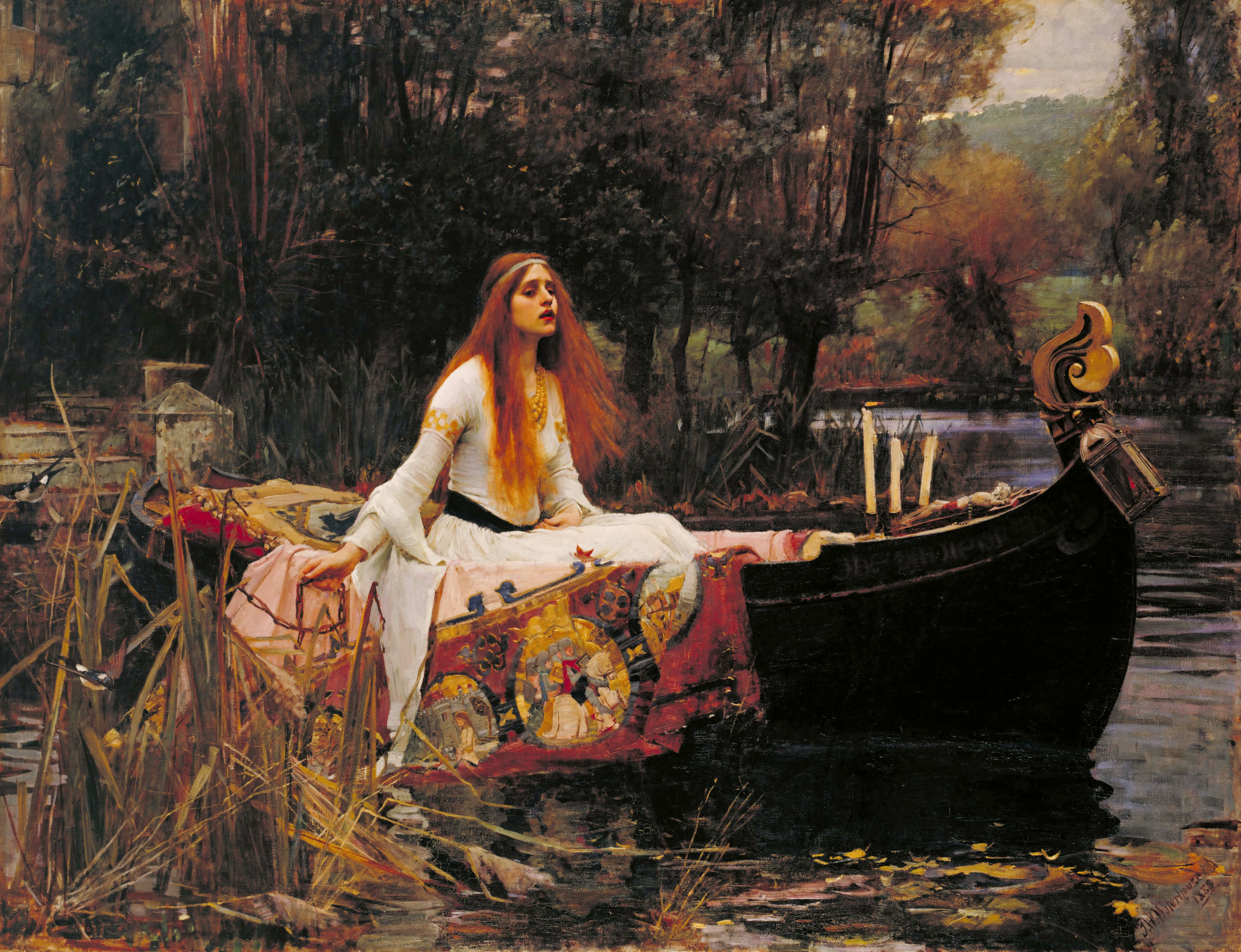
بانوی شالوت، ۱۸۸۸ تیت مدرن، لندن.
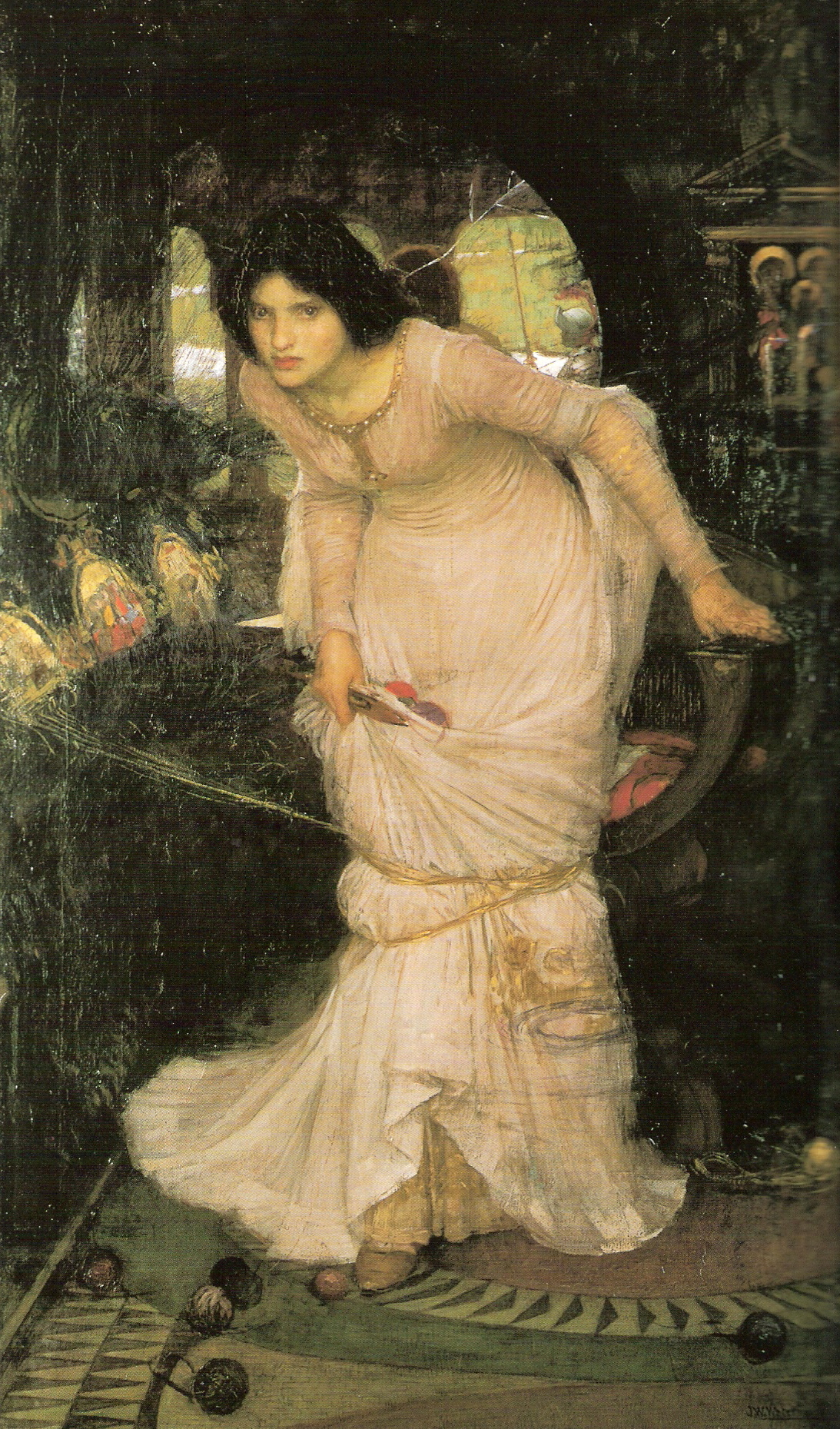
بانوی شالوت به لانسلوت می‌نگرد، ۱۸۹۴
گالری هنر لیدز.